# AMD 10h
Az AMD 10h család, vagy K10, az AMD mikroprocesszorok tizedik generációs mikroarchitektúrája, a K8 és K9 utódja. A K10 mikroarchitektúrára épülő processzorok közé tartoznak az Athlon X2, Athlon II, Phenom, Phenom II és az Opteron processzorok újabb generációi. Ez az AMD második 64 bites mikroarchitektúrája. A Phenom és Athlon processzorok az Intel Core 2 és Intel Core i7/5/3 családokkal versengenek, míg az Opteronok az Intel Xeon processzorokkal.
Megjelenését hosszas várakozás és találgatások övezték (egyes korai hírek szerint a K9-es architektúrához hasonlóan ezt is törölték), 2007. szeptember 10-én azonban megjelentek az első harmadik generációs Opteron szerverprocesszorok, majd röviddel ezután, 2007. november 11-én, az asztali gépekbe való Phenom processzorok. Megjelenésük a K8 sorozatú processzorokat – Athlon 64, Opteron, 64 bites Sempron – követte.

## Jelölések, elnevezések
Az AMD a K8, avagy az Athlon 64 processzorcsalád után már nem használta a K sorozatú típusmegjelölést, amely eredetileg a kriptonit rövidítése volt (ld. K5) – 2005 elejétől fogva nem jelent meg ezt említő hivatalos dokumentum vagy sajtóanyag az AMD-től.
A „K8L” jelölést Charlie Demerjian kreálta, az The Inquirer egyik cikkírója, még 2005-ben, és ezt kapta fel az informatikai közösség alkalmas rövidítésként, míg az egyidejű AMD dokumentumokban a processzorcsaládot „AMD Következő Generációs Processzortechnológia” (AMD Next Generation Processor Technology) elnevezés alatt emlegették.
A mikroarchitektúrára Stars névvel is hivatkoztak, mivel az asztali processzorvonalat általában csillagokról vagy csillagképekről nevezték el – a Phenom sorozat kezdő modelljeinek kódneve pl. Agena és Toliman.
Egy videointerjúban Giuseppe Amato, az AMD egyik területi igazgatója, megerősítette a K10 kódnév létezését.
Később az Inquirer maga is elismerte, hogy a „K8L” a K8 család alacsony fogyasztású változata, amelyet később Turion 64-nek neveztek el, és hogy a mikroarchitektúra hivatalos kódneve K10.
Az AMD a mikroarchitektúrát a 10h processzorcsalád (Family 10h Processors) néven említi, mivel ez a 0Fh processzorcsalád, azaz a K8 kódnevű család utódja. A 10h és 0Fh a CPUID x86 utasítás eredménye (ezeknél a processzoroknál a CPUID processzorazonosító utasítás ezeket a számokat adja eredményül). A tizenhatos számrendszerben a 0F a tízes számrendszerbeli 15 számot reprezentálja (a h a tizenhatos, hexadecimális számrendszer jele), a 10h pedig a 16. Néha előfordul a hibás „K10h” hibrid jelölés is.

## Időrend

### Előzmények

#### Korai tervek
2003-ban az AMD felvázolta a K8 után következő eljövendő processzorgenerációk jellemzőit és sok helyen előadta azt, többek között a 2003-as Microprocessor Forum-on. Ezek az alábbiak:
- Szálakat alkalmazó architektúrák
- Csip szintű multiprocesszálás, többprocesszoros végrehajtás
- Igen nagy léptékű MP (multiprocesszoros) gépek
- 10 GHz-es működés
- A jelenlegieknél jóval nagyobb teljesítményű szuperskalár, sorrenden kívüli végrehajtású CPU magok
- Nagy gyorsítótárak
- Média / vektorfeldolgozó kiterjesztések
- Elágazás és memória tippek (hints)
- Biztonság és hardveresen segített virtualizáció
- Fejlett elágazásjóslók
- Statikus és dinamikus fogyasztásvezérlés

2006. április 13-án Henri Richard, az AMD ügyvezető alelnöke és marketingigazgatója, egy interjúban véletlenül elismerte az architektúra létezését.
2006 júniusában ugyanő egy másik interjúban további részleteket árult el a fejlesztésekről, így pl. az egészértékű és lebegőpontos teljesítmény javulását, a memória-sávszélesség növelését ígérve, a 2007-ben megjelenő új processzorban.

#### Az időpontok megerősítése

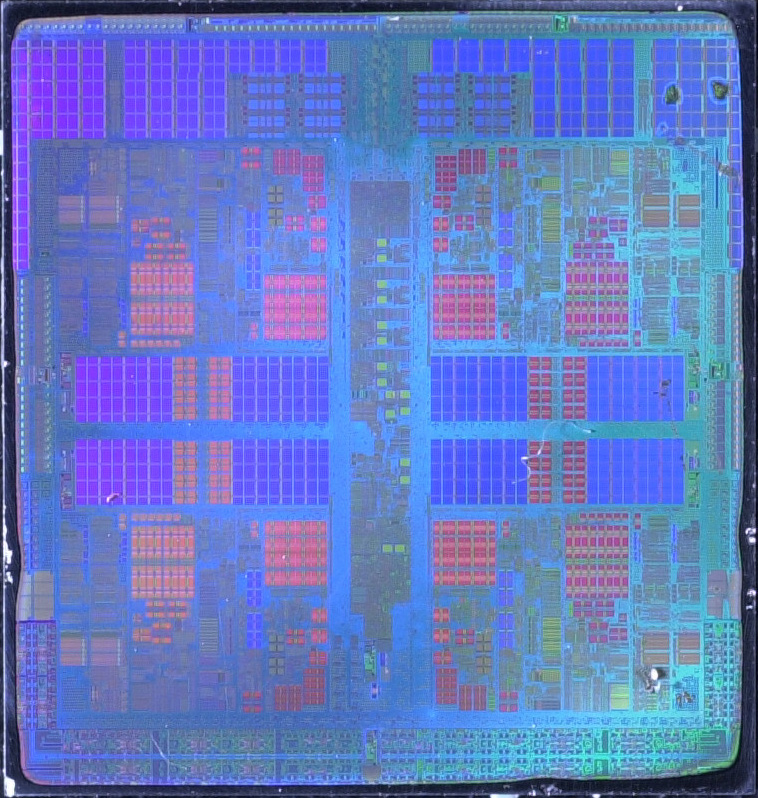
A Barcelona mag fényképe

2006. július 21. Dirk Meyer, az AMD elnöke és operatív igazgatója (COO) és Marty Seyer első alelnök megerősítették a Revision H nevű új mikroprocesszor kibocsátási dátumát az új architektúra alatt, amelyet 2007 közepére terveztek; valamint hogy ennek négymagos verziója is lesz a szerverek, munkaállomások és nagy teljesítményű asztali gépekhez, és kétmagos verziót is készítenek a fogyasztói asztali piacra. Egyes 2007-es Revision H Opteron modellek TDP-je 68 W (kb. lehűtendő hőtermelés).
2006. augusztus 15. Az első Socket F kétmagos Opteronok megjelenésekor az AMD bejelentette, hogy a cég elérkezett a négymagos Opteronok végső tervezési fázisához (tape-out). Ezután következik a tesztelés és kiértékelés, majd néhány hónappal később a minták gyártása.
2007. június 29. Az AMD közölte, hogy a 'Barcelona kódnevű szerverprocesszorok 2007 augusztusában érkeznek, és a partnerek által készítendő megfelelő szerverrendszerek követik azokat ugyanazon év szeptemberében.
Augusztus 13. Az első Barcelona processzorokra bejelentett szállítási dátumot 2007. szeptember 10-ére módosították. Bejelentették, hogy az Opteron 2348 és 2350 magfrekvenciája 1,9 GHz és 2,0 GHz lesz.

#### TLB hiba
2007 novemberében az AMD leállította a Barcelona processzorok szállítását, mert egy hibát fedeztek fel a B2 stepping verziójú processzorok TLB-jében (címszámítási asszociatív tár), amely ritkán ugyan, de versenyhelyzetet eredményezett, ami a rendszer lefagyását okozhatta. Egy szoftverjavítás (patch) kikapcsolhatta a puffert a BIOS-ból vagy szoftveresen, de ez 5–20%-os sebességcsökkenést eredményezett. Linux operációs rendszer alatt megjelent egy kernel patch, amely szinte teljesen elkerülte a sebességcsökkenést. 2008 áprilisában az AMD piacra dobta az új B3 stepping verziót, amelyben javították a hibát és néhány kisebb javítást vezettek be.

#### Belső kódnevek
2006 novemberében néhány kiszivárgott jelentésből kiderült a hamarosan megjelenő asztali darabok kódneve: Agena és Agena FX, valamint ezek néhány műszaki adata: 2,4 GHz és 2,9 GHz órajel, 512 KiB L2 gyorsítótár magonként, 2 MiB L3 gyorsítótár, HyperTransport 3.0, TDP: 125 W. A későbbi hírek szerint ugyanezen mikroarchitektúrán alapulnak az egymagos Spica kódnevű és a kétmagos, L3 gyorsítótárral rendelkező és anélküli Kuma és Rana kódnevű processzorok.
Az AMD Analyst Day rendezvényen 2006. december 14-én az AMD ismertette a szerver, asztali és mobil processzorainak fejlesztési tervét.
Ezek szerint a szerver szegmensben az AMD két új processzort bocsát ki, ezek kódneve Barcelona és Budapest lesz, 8/4/2 utas és 1 utas szerverekhez készülnek. 2007 második felében mutatkozik be a HyperTransport 3.0 és a Socket AM2+ amelyek speciálisan a fent említett fogyasztói négymagos asztali csipsorozathoz készülnek, de 2007 közepétől a városnevek helyett csillagok és csillagképek neveit fogják viselni, pl. Agena. Emellett az AMD Quad FX platform és közvetlen utódja támogatni fogja a csip kétprocesszoros verzióját, az Agena FX-et, amely az AMD Quad FX platform processzorait fogja felváltani. A Barcelona kódnevű szerverprocesszorokhoz hasonlóan az új négymagos asztali processzorok osztott L3 gyorsítótárral, 128 bites lebegőpontos egységgel és továbbfejlesztett mikroarchitektúrával rendelkeznek majd. Az Agena egy natív négymagos asztali gépekbe való processzor. A Kuma, ennek kétmagos változata a 3-ik negyedévben jelenik meg, míg a Rana, egy kétmagos, L3 gyorsítótár nélküli verzió, az év végére várható.

#### Az ezt követő megjelenések
A szerverek fejlesztési tervén felbukkant egy „Montreal” elnevezésű, AMD K10.5 kódnevű csip is, amelyről nem sok információ jelent meg, csak annyi, hogy egy többcsipes (MCM) modulban két „Shanghai” mag szerepel benne, összesen 12 MiB L3 gyorsítótárral. A Shanghai asztali változatának Ridgeback volt a kódneve. Ezután következett a beágyazott grafikus magot tartalmazó Bulldozer magokon alapuló termékek ill. APU-k, valamint a Sandtiger kódnevű natív nyolcmagos szerver-architektúra és a kis fogyasztású alkalmazásokra optimalizált Bobcat mag.

#### A jelölés megváltoztatása
A 2007-es Computex alatt nyilvánvalóvá vált, hogy az AMD szakított a régi elnevezési gyakorlattal, és az újabb modelleket a teljesítményre és a fogyasztásra jellemző betűjelekkel látja el, amik megelőzik a 4 jegyű modellszámot.
Az újabb processzorsorozatok modellszámainak már semmi közük sem volt a régi PR teljesítményszámokhoz. Az új elnevezési séma egy AA-@### sablonnal leírható betű-szám kombináció, ahol az AA helyén latin betűk állnak, az első betű a processzor osztályát jelöli, a második betű a tipikus TDP fogyasztási keretre jellemző betű. A @ helyén a sorozatszám áll (ld, az alábbi táblázatot), az utolsó 3 karakter (###) pedig a modellszám, amelyekben a nagyobb szám nagyobb teljesítményt jelent.
Nem sokat tudunk a modellszámok részleteiről és mibenlétéről, de a processzorok általában három kategóriába sorolódnak: Premium, Intermediate, és Value A Premium szegmens modelljei a „G”, az Intermediate a „B”, a Value a „L” osztály-jelet kapják, de ez csak egy fogyasztói megfigyelés. Hasonlóan, a TDP szintet is három csoport jelöli, a „több, mint 65 W”, „65 W”, és „kevesebb, mint 65 W”, ezek sorra a „P”, „S”, és „E” jelet kapták.
A 2007 novemberi állapot szerint, az AMD elhagyta az X2/X3/X4 jelölésekből a magok számát jelölő számokat, így csak a négyjegyű modellszám azonosítót meghagyva, amelyben az első karakter azonosítja a processzorcsaládot, míg a Sempron továbbra is használja a LE előjelet, mint az alábbi táblázatban látható:
| processzor sorozat              | jelző |
| ------------------------------- | ----- |
| Phenom quad-core (Agena)        | 9     |
| Phenom triple-core (Toliman)    | 8     |
| Athlon dual-core (Kuma)         | 7     |
| Athlon single-core (Lima)       | 1     |
| Sempron LE single-core (Sparta) | 1     |

### Bemutatók
2006. november 30-án az AMD bemutatta a nagyközönségnek a natív négymagos „Barcelona” csipet, amely a Windows Server 2003 64 bites kiadását futtatta. Az AMD állítása szerint a gyakorlatban előforduló alkalmazások körében és a hasonlóan gyakorlati / általános terhelés mellett 70%-os teljesítménynövekedés mérhető, és a teljesítmény jobb, mint az Intel Xeon 5355 Clovertown processzor által mutatott. Erről más beszámolók is megjelentek.
2007. január 24-én az AMD alelnöke, Randy Allen, kijelentette, hogy a gyakorlati / valódi környezetben, különböző felhasználási területeken végzett teszteken, a „Barcelona” képes volt akár 40%-kal nagyobb teljesítményt felmutatni az összehasonlításra kijelölt Intel Xeon Clovertown kódnevű processzorral szemben, ami egy kétprocesszoros (2P), négymagos kialakítás. A magonkénti lebegőpontos teljesítmény ugyanazon órajelen értendő várható értéke ezekben a tesztekben körülbelül 1,8-szorosa a K8 család processzorai által felmutatott teljesítménynek.
2007. május 10-én az AMD egy zártkörű rendezvényen bemutatta a készülő processzorok és csipkészletek következő nemzedékét, az Agena FX kódnév alatt, amelyet egy igen érdekes működő rendszeren mutatott be: egy RD790 csipkészletű Radeon HD 2900 XT grafikus kártyával ellátott AMD Quad FX platformon, a rendszer valós idejű 720p video-konverziót végzett egy nem meghatározott célformátumra, miközben mind a 8 mag 100%-os terhelésen végzett valami más feladatot.

### Elágazás
A mikroarchitektúra egy másik, a mobil platformokat megcélzó változata is létrejön, hasonló időkeretben, amelyben a csipek alacsony fogyasztására és a kis mérettényezőkre helyezik a hangsúlyt. A változat specializált jellemzőkkel rendelkezik majd, mint pl. a mobil crossbar switch, memóriavezérlő és más lapkára integrált komponensek, fogyasztáskezelő a HyperTransport 3.0 összeköttetéshez és egyebek. Az új mikroarchitektúra eleinte nem kapott külön kódnevet, az AMD egyszerűen csak „új mobil mag” (New Mobile Core) néven emlegette.
A 2006 decemberi Analyst Day rendezvényen Marty Seyer alelnök bejelentette, hogy az új Griffin nevű mobil mag 2008-ban jelenik meg, benne a K10 mikroarchitektúrából örökölt fogyasztásoptimalizáló technológiákkal, ám egészében a K8 tervein alapul.

## Tulajdonságok

### Gyártási technológia
A 65 nm-es csíkszélességű SOI (silicon on insulator) technológia bevezetése az AMD-nél egybeesett a K10 mikroarchitektúra kibocsátásával és a termelés növelésével. A szerverprocesszorok Socket F(1207) foglalathoz készülnek, mivel ekkoriban ez az egyetlen szerverfoglalat az AMD portfoliójában, az asztali modellek a Socket AM2 vagy Socket AM2+ foglalatba illeszthetők.
A 2006-os Technology Analyst Day rendezvényen az AMD bejelentette, hogy a Continuous Transistor Improvement (CTI) és a Shared Transistor Technology (STT) fog végül elvezetni a 65 nm-es szilícium-germánium szigetelőrétegen (Silicon-Germanium-On-Insulator, SGoI) folyamattal készülő processzorokhoz.
A 65 nm-es technológiára való átállást az AMD már 2006 decemberében megkezdte, és 2007 közepére már csak ilyen technológiával készült csipeket gyártott az AMD drezdai Fab 36 üzeme.
Később, a 45 nm-es technológiára való váltás után a fogyasztói CPU-k Socket AM3 foglalatba illeszkedő tokozással készültek, amely visszafelé kompatibilis az AM2+ és AM2-vel.

### Támogatott DRAM szabványok
Az K8 család közismerten igen érzékeny a memória látenciára mivel éppen ennek csökkentésével igyekszik teljesítménynövekedést elérni, a CPU-ba épített (lapkára integrált) memóriavezérlő segítségével; ám a külső egységek magasabb látenciája semmissé teheti ennek eredményét. A DDR2 RAM a látencia újabb lehetséges forrását vezette be a tradicionális DDR RAM-hoz képest, ugyanis a DRAM memóriákat a külső órajel egynegyedére leosztott frekvencia vezérli, a DDR felezett frekvenciájával ellentétben. Azonban, mivel a vezérlő órajelet a DDR2-ben a DDR-nél használt órajel kétszeresére növelték és egyéb látenciacsökkentő módszereket is bevezettek, a CAS látencián alapuló egyszerű összehasonlítás nem megfelelő. Például, a Socket AM2-es processzorok hasonló teljesítményt nyújtanak DDR2 SDRAM használata mellett, mint Socket 939-es processzorok DDR-400 SDRAM-ok használatával. A K10 processzorok támogatják a DDR2 SDRAM-okat, egészen a DDR2-1066 (1066 MHz) sebességig.

### Nagyobb számítási teljesítmény
Több elemző előzetes találgatásai szerint (mint az AnandTech, The Inquirer és a Geek.com) a mikroarchitektúrát megvalósító processzorok dupla szélességű SSE végrehajtóegységeket tartalmaznak a magokban. A memória-alrendszerben végrehajtott változtatások, mint a beolvasás átrendezése és a javított előolvasási mechanizmusok, valamint a megkétszerezett utasításbetöltési ráta várhatóan kiterjeszti a processzorok felhasználási területét a tudományos és egyéb, nagy számítási teljesítményt igénylő feladatok körére is, és növeli a versenyképességet az Intel Xeon, Core 2, Itanium 2 és más egyidejű processzorokkal szemben.
A számítási teljesítményt növelő javítások többsége az alábbi felsorolásban szerepel.

## A mikroarchitektúra jellemzői
- Formatényezők

A K10 architektúra tömbvázlata – a K10 és a K8 architektúra eltérései pirossal kiemelve

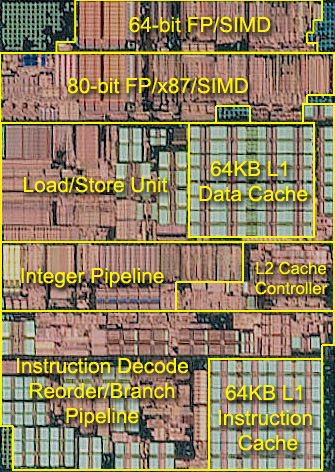
Egy K10 mag szerkezeti részei (az L2 gyorsítótárat kivéve)

  - Socket AM2+ foglalat, DDR2 SDRAM a 65 nm-es Phenom és Athlon 7000 sorozatban
  - Socket AM3 foglalat, DDR2 vagy DDR3 a 45 nm-es Phenom II sorozatban. Az összes K10 Phenom processzor visszafelé kompatibilis a Socket AM2+ és Socket AM2 foglalatokkal, ám néhány 45 nm-es Phenom II processzor csak Socket AM2+ foglalathoz készült.
  - Socket F, DDR2, DDR3 a Shanghai és későbbi modellekhez
- Utasításkészlet: bővítések és kiegészítések
  - Új bitmanipulációs utasítások az ABM utasításkészlet-bővítményben: vezető nullák számlálása (Leading Zero Count, LZCNT) és populációszámlálás (Population Count, POPCNT)
  - Új SSE utasítások, SSE4a kiterjesztés: kombinált maszkoló és léptető utasítások (EXTRQ/INSERTQ), skalár adatfolyamtároló utasítások (MOVNTSD/MOVNTSS); ezek nem találhatók meg az Intel SSE4 készletében.
  - Nem kiigazított SSE betöltőutasítások támogatása (amelyek korábban 16 bájtos határra való igazítást igényeltek)[40]
- Végrehajtó futószalag-bővítések
  - 128 bit szélességű SSE egységek
  - Szélesebb L1 adat-gyorsítótár interfész, ciklusonként két 128 bites betöltést tesz lehetővé (szemben a K8 két 64 bites ciklusonkénti betöltésével)
  - Alacsonyabb integer osztási késleltetés (látencia)
  - 512 bejegyzéses elágazás-előrejelző és nagyobb (a K8-énak kétszerese) visszatérési verem és elágazási célpuffer
  - Verem-segédoptimalizáló (Side-Band Stack Optimizer), amely a veremmutató regiszter növelését-csökkentését végzi
  - Gyorsított végrehajtású CALL és RET-Imm utasítások (korábban ezek mikrokódoltak voltak), ugyanígy gyorsított MOVs utasítások (adatmozgatás a SIMD regiszterekből az általános célú regiszterekbe)
- CPU lapkára integrált új technológiák:
  - Négy processzormag (quad-core)
  - Szétválasztott táprétegek a CPU és a memóriavezérlő/northbridge számára a hatékonyabb fogyasztáskezelés céljából, az AMD elnevezése erre eleinte Dynamic Independent Core Engagement vagy D. I. C. E., ennek újabb elnevezése az Enhanced PowerNow! (avagy független dinamikus mag technológia, Independent Dynamic Core Technology), ami lehetővé teszi, hogy a magok és a northbridge (integrált memóriavezérlő) egymástól függetlenül szabályozza az áramfelvételét.[41]
  - Az áramkörök egyes részeinek kikapcsolása, mikor nincs rajtuk terhelés, ez a „CoolCore” technológia.
- Javítások a memória-alrendszerben:
  - Javítások az elérési látenciában:
    - A betöltések átrendezésének támogatása: egyes betöltőutasítások előbb hajtódnak végre
    - Sokkal agresszívabb, 32 bájtos előzetes utasításkód-lehívás (a K8-ban 16 bájtos)
    - DRAM előzetes lehívó a pufferelt olvasásokhoz
    - Pufferelt adatlöketes visszaírás a RAM-ba, a versenyhelyzetek elkerülésére

  - Változtatások a memória-hierarchiában:
    - Előbetöltés közvetlenül az L1 gyorsítótárba, ami a K8-nál az L2-be történt
    - 32 utas csoportasszociatív L3 victim gyorsítótár, mérete legalább 2 MiB, megosztva a feldolgozó magok között, egyetlen lapkán (egyenként 512 KiB méretű független kizárólagos L2 gyorsítótárak), a megosztást figyelembe vevő cserélési politikával
    - Bővíthető L3 gyorsítótár-kialakítás, 45 nm-es technológiánál a tervezett méret 6 MiB, a Shanghai kódnevű csipekben

  - Változások a címtér-kezelésben:
    - Két 64 bites független memóriavezérlő, mindkettőnek külön fizikai címmezője van; ez lehetővé teszi a rendelkezésre álló sávszélesség jobb kihasználását az igen sok szálat alkalmazó környezetekben fellépő véletlenszerű memóriahozzáféréseknél. Ez szembenáll a korábbi „átfedéses” kialakítással, amiben két 64 bites adatcsatorna volt a közös címmezőhöz kötve.
    - Nagyobb címkézett címfordító pufferek (tagged lookaside buffers); 1 GiB lapbejegyzés-méret és új 128 elemű lap-TLB
    - 48 bites memóriacímzés amely 256 TiB (tebibájt) méretű memória-alrendszert enged meg[42]
    - Memóriatükrözés, adatmérgezés támogatása, javított RAS
    - AMD-V Nested Paging a javított MMU virtualizáció érdekében, amely állítólag 25%-kal csökkenti a világváltás idejét
- Javítások a rendszerösszekötő rétegben:
  - HyperTransport újrapróbálkozás támogatása
  - HyperTransport 3.0 támogatás, HyperTransport link unganging technikával, amely a vezérlők független működtetését jelenti, ezáltal lehetővé válik 8 közvetlen összeköttetés/csatlakozóvonal használata processzorfoglalatonként (unganging: kb. szétbandázás, feloszlatás)
- Platformszintű továbbfejlesztések:
  - Öt p-állapot az automatikus órajelmodulációhoz
  - Megnövelt órajelkapuzás
  - A HTX-foglalatú koprocesszorok gyári támogatása és a Torrenza kezdeményezés.

## K10 magos processzorok
A K10 magos processzorok megjelenésével az AMD megváltoztatta azok jelölését is. Az új jelölések K10-es és K8-as magokat is takarhatnak.
| processzorsorozat               | jelölés |
| ------------------------------- | ------- |
| Phenom X4 quad-core (Agena)     | X4 9хх0 |
| Phenom X3 triple-core (Toliman) | X3 8хх0 |
| Athlon dual-core (Kuma)         | 7хх0    |
| Athlon single-core (Lima)       | 1хх0    |
| Sempron single-core (Sparta)    | 1хх0    |

### Barcelona mag
2007. szeptember 10:
83xx
- AMD Opteron 3G 8350, 4 mag, 2,0 GHz, 75 W
- AMD Opteron 3G 8347, 4 mag, 1,9 GHz, 75 W
- AMD Opteron 3G 8347 HE, 4 mag, 1,9 GHz, 55 W
- AMD Opteron 3G 8346 HE, 4 mag, 1,8 GHz, 55 W

23xx
- AMD Opteron 3G 2350, 4 mag, 2,0 GHz, 75 W
- AMD Opteron 3G 2347, 4 mag, 1,9 GHz, 75 W
- AMD Opteron 3G 2347 HE, 4 mag, 1,9 GHz, 55 W
- AMD Opteron 3G 2346 HE, 4 mag, 1,8 GHz, 55 W
- AMD Opteron 3G 2344 HE, 4 mag, 1,7 GHz, 55 W

2008. április 9:
83xx
- AMD Opteron 3G 8356, 4 mag, 2,3 GHz, 75 W
- AMD Opteron 3G 8354, 4 mag, 2,2 GHz, 75 W

23xx
- AMD Opteron 3G 2356, 4 mag, 2,3 GHz, 75 W
- AMD Opteron 3G 2354, 4 mag, 2,2 GHz, 75 W
- AMD Opteron 3G 2352, 4 mag, 2,1 GHz, 75 W

13xx
- AMD Opteron 3G 1356, 4 mag, 2,3 GHz, 75 W
- AMD Opteron 3G 1354, 4 mag, 2,2 GHz, 75 W
- AMD Opteron 3G 1352, 4 mag, 2,1 GHz, 75 W

2008. május 13:
83xx
- AMD Opteron 3G 8347 HE, 4 mag, 1,9 GHz, 55 W
- AMD Opteron 3G 8346 HE, 4 mag, 1,8 GHz, 55 W

23хх
- AMD Opteron 3G 2347 HE, 4 mag, 1,9 GHz, 55 W
- AMD Opteron 3G 2346 HE, 4 mag, 1,8 GHz, 55 W
- AMD Opteron 3G 2344 HE, 4 mag, 1,7 GHz, 55 W

2008. június 9:
83хх
- AMD Opteron 3G 8360 SE, 4 mag, 2,5 GHz, 95 W
- AMD Opteron 3G 8358 SE, 4 mag, 2,4 GHz, 95 W

23хх
- AMD Opteron 3G 2360 SE, 4 mag, 2,5 GHz, 95 W
- AMD Opteron 3G 2358 SE, 4 mag, 2,4 GHz, 95 W

## K10.5 processzormag
A K10.5 mag a K10 mag egy újabb, 45 nm-es gyártási folyamattal készülő változata. Az új gyártási folyamat alapvető célja az órajelfrekvencia növelése a Phenom sorozatban, a TDP csökkentése, és nem utolsósorban a gyártási költségek leszorítása. Az AMD állításai szerint a Deneb/Shanghai processzorok teljesítménye megelőzi az ugyanazon órajelű Agena/Barcelona processzorokét; a teljesítménynövekedés 35%-os, míg az energiafogyasztás 30%-kal alacsonyabb.

## Phenom modellek

### Agena(65 nm SOI)
- Négy AMD K10 mag
- L1 gyorsítótár: 64 KiB utasítás- és 64 KiB adat-gyorsítótár magonként
- L2 gyorsítótár: 512 KiB magonként, teljes sebességű
- L3 gyorsítótár: 2 MiB, az összes mag számára közös
- Memóriavezérlő: kétcsatornás DDR2 1066 MHz feloszlatási (unganging) lehetőséggel
- MMX, kiterjesztett 3DNow!, SSE, SSE2, SSE3, SSE4a, AMD64, Cool'n'Quiet, NX bit, AMD-V
- Socket AM2+, HyperTransport 1600-tól 2000 MHz-ig
- Energiafogyasztás (TDP): 65, 95, 125 és 140 watt
- Első kibocsájtás
  - 2007. november 19 (B2 Stepping)
  - 2008. március 27 (B3 Stepping)
- Órajelek: 1800-tól 2600 MHz-ig
- Modellek: Phenom X4 9100e – 9950

### Toliman(65 nm SOI)
- Három AMD K10 mag
- L1 gyorsítótár: 64 KiB utasítás- és 64 KiB adat-gyorsítótár magonként
- L2 gyorsítótár: 512 KiB magonként, teljes sebességű
- L3 gyorsítótár: 2 MiB az összes mag számára közös
- Memóriavezérlő: kétcsatornás DDR2 1066 MHz feloszlatási lehetőséggel
- MMX, kiterjesztett 3DNow!, SSE, SSE2, SSE3, SSE4a, AMD64, Cool'n'Quiet, NX bit, AMD-V
- Socket AM2+, HyperTransport 1600-tól 1800 MHz-ig
- Energiafogyasztás (TDP): 65 és 95 watt
- Első kibocsájtás
  - 2008. március 27 (B2 Stepping)
  - 2008. április 23 (B3 Stepping)
- Órajelek: 2100-tól 2500 MHz-ig
- Modellek: Phenom X3 8250e – 8850

## Phenom II modellek

### Thuban(45 nm SOI, immerziós litográfiával)
- Hat AMD K10 mag
- L1 gyorsítótár: 64 KiB utasítás- és 64 KiB adat magonként
- L2 gyorsítótár: 512 KiB magonként, teljes sebességű
- L3 gyorsítótár: 6 MiB, az összes mag számára közös.
- Memóriavezérlő: kétcsatornás DDR2 1066 MHz (AM2+), kétcsatornás DDR3-1333 (AM3) feloszlatási lehetőséggel
- MMX, kiterjesztett 3DNow!, SSE, SSE2, SSE3, SSE4a, AMD64, Cool'n'Quiet, NX bit, AMD-V
- Socket AM2+, Socket AM3, HyperTransport 1800-tól 2000 MHz-ig
- Energiafogyasztás (TDP): 95 vagy 125 watt
- Első kibocsájtás
  - 2010. április 27 (E0 Stepping)
- Órajelek: 2,6 – 3,3 GHz; 3,7 GHz-ig Turbo Core-val
- Modellek: Phenom II X6 1035T, 1045T, 1055T, 1075T, 1090T és 1100T
- Modellek: Phenom II X4 840T, 960T, 970 (Thuban-alapú Zosma mag, csak OEM, a 970 unlocked szorzóval, de Turbo Core nélkül)

### Deneb (Shanghai)
A Deneb (Shanghai) mag 758 millió tranzisztort tartalmaz, a lapka területe 243 mm² (összehasonlításul, ezek a számok a 65 nm-es technológiájú Barcelona magokban 463 millió és 283 mm², az Intel Nehalem-nél 731 millió és 246 mm²). Megnövelt L3 gyorsítótár (2-től 6 MiB-ig) és néhány kisebb architekturális optimalizáció jellemzi.
A Shanghai magos Opteron processzorok 2008. november 13-án jelentek meg. Az első Deneb magon alapuló processzorokat 2009. január 8-án bocsátotta ki az AMD, Phenom II X4 néven (920 és 940 Black Edition modellek).

### Deneb(45 nm SOI, immerziós litográfiával)
- Négy AMD K10 mag
- L1 gyorsítótár: 64 KiB utasítás- és 64 KiB adat magonként
- L2 gyorsítótár: 512 KiB magonként, teljes sebességű
- L3 gyorsítótár: 6 MiB, az összes mag számára közös. A 800 sorozatban az L3 gyorsítótárból 2 MiB lekapcsolva, hibák miatt.
- Memóriavezérlő: kétcsatornás DDR2 1066 MHz (AM2+), kétcsatornás DDR3-1333 (AM3) feloszlatási lehetőséggel
- MMX, kiterjesztett 3DNow!, SSE, SSE2, SSE3, SSE4a, AMD64, Cool'n'Quiet, NX bit, AMD-V
- Socket AM2+, Socket AM3, HyperTransport 1800-tól 2000 MHz-ig
- Energiafogyasztás (TDP): 65, 95, 125 és 140 watt
- Első kibocsájtás
  - 2009. január 8 (C2 Stepping)
- Órajelek: 2500-tól 3700 MHz-ig
- Modellek: Phenom II X4 805 – 980

### Heka(45 nm SOI, immerziós litográfiával)
- Három AMD K10 mag, chip harvesting technika, egy mag kikapcsolva
- L1 gyorsítótár: 64 KiB utasítás- és 64 KiB adat magonként
- L2 gyorsítótár: 512 KiB magonként, teljes sebességű
- L3 gyorsítótár: 6 MiB, az összes mag számára közös
- Memóriavezérlő: kétcsatornás DDR2 1066 MHz (AM2+), kétcsatornás DDR3-1333 (AM3) feloszlatási lehetőséggel
- MMX, kiterjesztett 3DNow!, SSE, SSE2, SSE3, SSE4a, AMD64, Cool'n'Quiet, NX bit, AMD-V
- Socket AM3, HyperTransport 2000 MHz
- Energiafogyasztás (TDP): 65 és 95 watt
- Első kibocsájtás
  - 2009, február 9 (C2 Stepping)
- Órajelek: 2500-tól 3000 MHz-ig
- Modellek: Phenom II X3 705e – 740

### Callisto(45 nm SOI, immerziós litográfiával)
- Két AMD K10 mag, chip harvesting technika, két mag kikapcsolva
- L1 gyorsítótár: 64 KiB utasítás- és 64 KiB adat magonként
- L2 gyorsítótár: 512 KiB magonként, teljes sebességű
- L3 gyorsítótár: 6 MiB, az összes mag számára közös
- Memóriavezérlő: kétcsatornás DDR2 1066 MHz (AM2+), kétcsatornás DDR3-1333 (AM3) feloszlatási lehetőséggel
- MMX, kiterjesztett 3DNow!, SSE, SSE2, SSE3, SSE4a, AMD64, Cool'n'Quiet, NX bit, AMD-V
- Socket AM3, HyperTransport 2000 MHz
- Energiafogyasztás (TDP): 80 watt
- Első kibocsájtás
  - 2009. június 1. (C2 Stepping)
- Órajelek: 3000-től 3500 MHz-ig
- Modellek: Phenom II X2 545 – 570

## Athlon II modellek

### Regor(45 nm SOI, immerziós litográfiával)
- Két AMD K10 mag
- L1 gyorsítótár: 64 KiB utasítás- és 64 KiB adat magonként
- L2 gyorsítótár: 1024 KB magonként, teljes sebességű
- Memóriavezérlő: kétcsatornás DDR2 1066 MHz (AM2+), kétcsatornás DDR3-1333 (AM3) feloszlatási lehetőséggel
- MMX, kiterjesztett 3DNow!, SSE, SSE2, SSE3, SSE4a, AMD64, Cool'n'Quiet, NX bit, AMD-V
- Socket AM3, HyperTransport 2000 MHz
- Energiafogyasztás (TDP): 65 watt
- Első kibocsájtás
  - 2009. júniusa (C2 Stepping)
- Órajelek: 2800 – 3200 MHz
- Modellek: Athlon II X2 240 – 260

### Propus(45 nm SOI, immerziós litográfiával)
A Propus megegyezik a Deneb processzorral, de hiányzik belőle az L3 gyorsítótár. A 45 nm-es Propus magos Phenom 2009 elején jelent meg.
- Négy AMD K10 mag
- L1 gyorsítótár: 64 KiB utasítás- és 64 KiB adat magonként
- L2 gyorsítótár: 512 KiB magonként, teljes sebességű
- Memóriavezérlő: kétcsatornás DDR2 1066 MHz (AM2+), kétcsatornás DDR3-1333 (AM3) feloszlatási lehetőséggel
- MMX, kiterjesztett 3DNow!, SSE, SSE2, SSE3, SSE4a, AMD64, Cool'n'Quiet, NX bit, AMD-V
- Socket AM3, HyperTransport 2000 MHz
- Energiafogyasztás (TDP): 45 watt vagy 95 watt
- Első kibocsájtás
  - 2009 szeptembere (C2 Stepping)
- Órajelek: 2200 – 3100 MHz
- Modellek: Athlon II X4 600e – 645

## K12
A K12 mag a K10 egy továbbfejlesztett változata, a Llano APU-kban alkalmazzák.

## Utódok
Az AMD a Thuban után már nem fejlesztett több K10 alapú CPU-t, ehelyett a Fusion és a Bulldozer alapú termékekre koncentrált – a Fusion az általános asztali gépek és laptopok számára készül, míg a Bulldozer a nagy teljesítményű piac igényeinek megfelelő architektúra. Érdekes azonban, hogy a Fusion termékcsaládban az APU-k egyes sorozatai, mint pl. az A4, A6 és A8-as csipsorozatok (a Llano APU-k) továbbra is a K10-ből származtatott CPU magokat használnak, a Radeon grafikus mag mellett. A K10 és származékainak gyártását megszüntetik a Trinity alapú APU-k megjelenésével 2012-ben, amelyben a K10 alapú magokat Bulldozer architektúrából származtatott magokkal cserélik le.

## Médiaviták
Megjegyzés: a médiaviták a megjelenési dátum szerinti sorrendben állnak itt.
- „AMD CTO speaks about future AMD technologies”, AnandTech, 2005. október 14.
- „AMD outlines Future Goals (mostly non-specific at this time)”, TechReport, 2005. október 17.. [2006. december 30-i dátummal az eredetiből archiválva] (Hozzáférés: 2014. február 4.)
- „AMD eyes Z-RAM for dense caches”, CNet News.com, 2006. január 20.. [2013. január 2-i dátummal az eredetiből archiválva]
- „AMD licenses Z-RAM”, SlashDot, 2006. január 21.
- „AMD's K8L to double FPU units in 2007”, Geek.com, 2006. február 24.. [2006. december 17-i dátummal az eredetiből archiválva] (Hozzáférés: 2007. május 8.)
- „Rev G. and H. AMD64 chips Preliminary information”, The Inquirer, 2006. március 3.. [2006. március 12-i dátummal az eredetiből archiválva] (Hozzáférés: 2014. február 4.)
- „Interview with Henri Richard (Part 2)”, DigiTimes, 2006. március 14.
- „AMD demonstrates Hardware Coprocessor Offload”, LinuxElectrons, 2006. március 20.
- „Implementation of FPGA through coherent HTT”, The Inquirer, 2006. március 26.. [2016. január 12-i dátummal az eredetiből archiválva] (Hozzáférés: 2014. február 4.)
- „AMD's K8L 65 nm core due H1 07”, Reg Hardware, 2006. április 4.. [2007. május 24-i dátummal az eredetiből archiválva] (Hozzáférés: 2014. február 4.)
- „An AMD Update: Fab 36 Begins Shipments, Planning for 65 nm and AM2 Performance”, AnandTech, 2006. április 4.
- „Fab36 substantially converted to 65 nm by mid-2007”, AnandTech, 2006. április 4.
- „AMD shows off details of K8L”, The Inquirer, 2006. május 16.. [2006. június 14-i dátummal az eredetiből archiválva] (Hozzáférés: 2014. február 4.)
- „AMD's K8L and 4x4 Preview”, RealWorldtech, 2006. június 2.
- „AMD K8L and 4X4 Technologies”, ArsTechnica, 2006. június 2.
- „AMD Quad-Core K8L & 4x4 Details”, Pure OverClock, 2006. június 3.. [2012. február 9-i dátummal az eredetiből archiválva] (Hozzáférés: 2007. április 19.)
- „Socket AM2 Forward Compatible With AM3 CPUs”, DailyTech, 2006. július 6.. [2007. június 8-i dátummal az eredetiből archiválva] (Hozzáférés: 2007. június 8.)
- „K8L on schedule, due for release as early as Q1 07”, The Inquirer, 2006. július 11.. [2007. szeptember 6-i dátummal az eredetiből archiválva] (Hozzáférés: 2007. április 19.)
- „GNU binutils support for the new K10 instructions”, SourceWare.org, 2006. július 13.
- „AMD Executives Confirm K8L to Arrive in Mid-2007”, X-bit labs, 2006. július 21.. [2006. november 26-i dátummal az eredetiből archiválva] (Hozzáférés: 2007. április 19.)
- „AMD To Demo K8L By Year End”, moneycontrol.com, 2006. július 23.. [2007. augusztus 18-i dátummal az eredetiből archiválva] (Hozzáférés: 2007. április 19.)
- „AMD intros new Opterons and promises 68 W quad-core CPUs”, tgdaily.com, 2006. augusztus 15.. [2006. augusztus 21-i dátummal az eredetiből archiválva] (Hozzáférés: 2007. április 19.)
- „Next-Generation AMD Opteron Paves The Way For Quad-Core”, crn.com, 2006. augusztus 15.. [2012. február 6-i dátummal az eredetiből archiválva] (Hozzáférés: 2014. február 4.)
- „AMD's Next Generation Microarchitecture Preview: from K8 to K8L”, X-bit labs, 2006. augusztus 21.. [2006. augusztus 27-i dátummal az eredetiből archiválva] (Hozzáférés: 2006. augusztus 25.)
- „AMD quad cores: the whole story unfolded”, The Inquirer, 2006. szeptember 16.. [2007. május 19-i dátummal az eredetiből archiválva] (Hozzáférés: 2007. április 19.)
- „AMD reinvents the x86”, InfoWorld, 2007. február 7.. [2008. december 7-i dátummal az eredetiből archiválva] (Hozzáférés: 2014. február 4.)
- „Inside Barcelona: AMD's Next Generation”, RealWorldTech, 2007. május 16.

## Fordítás
Ez a szócikk részben vagy egészben  az   AMD 10h című angol Wikipédia-szócikk ezen változatának fordításán alapul.  Az eredeti cikk szerkesztőit annak laptörténete sorolja fel. Ez a jelzés csupán a megfogalmazás eredetét és a szerzői jogokat jelzi, nem szolgál a cikkben szereplő információk forrásmegjelöléseként.